# Vincenzo Flauti
Vincenzo Flauti (Napoli, 4 aprile 1782 – Napoli, 20 giugno 1863) è stato un matematico italiano, allievo di Nicola Fergola (1753–1824), del quale curò le opere inedite postume.

## Biografia
Allievo del matematico Nicola Fergola, nel 1801, con Felice Giannattasio, assunse la direzione della scuola fondata dal Fergola attorno al 1770. Nel 1803 ottenne la cattedra di Sintesi all'Università di Napoli, per assumere quella di Analisi nel 1806, Analisi dei finiti e Geometria descrittiva nel 1812 e infine succedere a Fergola nella cattedra di Analisi sublime (1814). Fu estromesso contro il suo volere dopo la caduta del Regno delle Due Sicilie nel 1860.
Fu uno dei principali esponenti della scuola matematica sintetica napoletana del XIX secolo che si rifaceva alla geometria euclidea. Nel 1806, durante il regno di Giuseppe Bonaparte, presiedette la commissione governativa per il curricolo dei corsi scolastici di matematica. Secondo il Flauti, il curricolo ideale dovrebbe partire dalla geometria, cominciando dagli Elementi di Euclide, per giungere alla trigonometria; la stessa algebra avrebbe dovuto essere insegnata con il metodo euclideo. Il Flauti curò peraltro diverse edizioni degli Elementi di Euclide.

## Opere

### Opere di Flauti
- Elementi di geometria descrittiva di Vincenzo Flauti, Roma, da' torchj di Luigi Perego Salvioni, 1807.
- Geometria di sito sul piano, e nello spazio di Vincenzo Flauti, 3ª ed., Napoli, nella stamperia della Società Tipografica, 1842  [1815].
- Corso di geometria elementare, e sublime ad uso della pubblica istruzione del Regno, e della Reale Accademia di Marina. Diviso in quattro volumi, Napoli, dalla Tipografia della Reale Accademia di Marina, 1820.
- Elementi dell'analisi algebrica di Vincenzo Flauti, In Napoli, nel Gabinetto bibliografico e tipografico Strada S. Biagio de' librai num. 41, 1824.
- Analisi algebrica elementare del cav. Vincenzo Flauti, Napoli, nella stamperia per le opere del prof. Flauti, 1830.
- Della trigonometria rettilinea e sferica libri sei del cav. Vincenzo Flauti, Napoli, nella stamperia per le opere del prof. Flauti, 1830.
- Gli Elementi di geometria di Euclide, emendati in que' luoghi, in cui una volta furono viziati da Teone, o da altri; e ne' quali sono restituite alcune definizioni, e dimostrazioni dello stesso Euclide, In Napoli, nella stamperia per le opere del prof. Flauti, 1834.
- (LA) Anecdota ad publicam eruditionem spectantia post auctoris fata inter amicos evulganda, Neapoli, in suburbano auctoris praedio, 1837.
- Delle sezioni coniche: libri tre, In Napoli, nella stamperia per le opere del prof. Flauti, 1841.
- Analisi algebrica delle quantità determinate, In Napoli, nella stamperiadell'autore, 1844.

### Cura delle opere di Nicola Fergola
- Trattato analitico delle sezioni coniche e de' loro luoghi geometrici di Nicola Fergola pubblicato per la seconda volta da V. Flauti con sue note, ed aggiunte, In Napoli, nella stamperia per le opere del prof. Flauti, 1828.
- Trattato analitico delle sezioni coniche e de' loro luoghi geometrici di Nicola Fergola pubblicato per la seconda volta da V. Flauti con sue note, ed aggiunte, In Napoli: nella stamperia per le opere del prof. Flauti, 1840 (on-line).
- Della invenzione geometrica opera postuma, di Nicola Fergola; ordinata, compiuta, e corredata d'importanti note dal prof. V. Flauti, aggiuntovi un esercizio di problemi geometrici risoluti con gli antichi, ed i moderni metodi, In Napoli: Nella stamperia dell'autore, 1842 (on-line).
- Divinazione del principio fondamentale pe' geometri antichi in risolvere i problemi di massimo e minimo, memoria tratta da' manoscritti di Nicola Fergola da Vincenzo Flauti segretario perpetuo dell'Accademia delle scienze e presentata ad essa nella I tornata del gennaio 1858, Napoli: Stamperia di A. De Pascale, 1861.